# Rosenwiller (Bas-Rhin)
Pour les articles homonymes, voir Rosenwiller.
Rosenwiller [ʁozənvillɛʁ]  (Rosewiller en alsacien) est une commune française située dans la circonscription administrative du Bas-Rhin et, depuis le 1er janvier 2021, dans le territoire de la Collectivité européenne d'Alsace, en région Grand Est.
Cette commune se trouve dans la région historique et culturelle d'Alsace.
Ses habitants sont appelés les Rosenwillerois.

## Géographie

### Localisation
Village faisant partie du canton de Rosheim et de l'arrondissement de Molsheim, sur la Magel. Rosenwiller est à deux kilomètres au nord-ouest de Rosheim. Rosenwiller se situe sur la Route des Vins d'Alsace.

### Géologie et relief
Hydrogéologie et climatologie : Système d’information pour la gestion de l’Aquifère rhénan, par le BRGM :
Territoire communal : Occupation du sol (Corinne Land Cover); Cours d'eau (BD Carthage),
Géologie : Carte géologique; Coupes géologiques et techniques,
 Hydrogéologie : Masses d'eau souterraine; BD Lisa; Cartes piézométriques.

### Sismicité
Commune située dans une zone 3 de sismicité modérée.

### Hydrographie
La commune est dans le bassin versant du Rhin au sein du bassin Rhin-Meuse. Elle est drainée par le ruisseau le Rosenmeer,.
Le Rosenmeer, d'une longueur de 13 km, prend sa source dans la commune  et se jette  dans l'Ehn à Innenheim, après avoir traversé quatre communes.

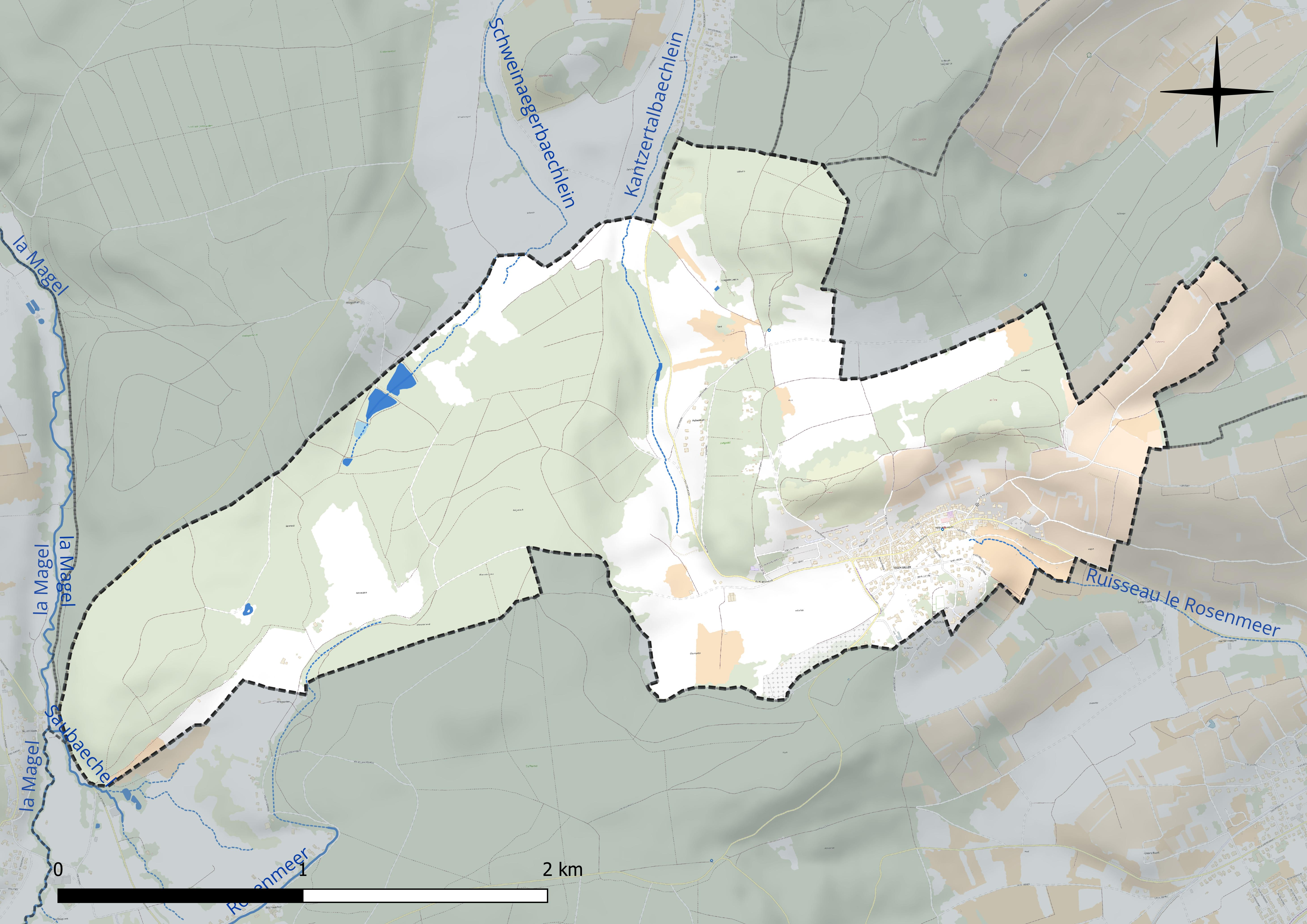
Réseau hydrographique de Rosenwiller.

### Climat
Pour des articles plus généraux, voir Climat du Grand Est et Climat du Bas-Rhin.
En 2010, le climat de la commune est de type climat des marges montargnardes, selon une étude du Centre national de la recherche scientifique s'appuyant sur une série de données couvrant la période 1971-2000. En 2020, Météo-France publie une typologie des climats de la France métropolitaine dans laquelle la commune est exposée à un climat semi-continental et est dans la région climatique  Vosges, caractérisée par une pluviométrie très élevée (1 500 à 2 000 mm/an) en toutes saisons et un hiver rude (moins de 1 °C).
Pour la période 1971-2000, la température annuelle moyenne est de 9,9 °C, avec une amplitude thermique annuelle de 17,3 °C. Le cumul annuel moyen de précipitations est de 854 mm, avec 10,2 jours de précipitations en janvier et 10,9 jours en juillet. Pour la période 1991-2020, la température moyenne annuelle observée sur la station météorologique de Météo-France la plus proche, « Le Hohwald_sapc », sur la commune du Hohwald à 14 km à vol d'oiseau, est de 8,8 °C et le cumul annuel moyen de précipitations est de 1 129,1 mm. 
La température maximale relevée sur cette station est de 35,6 °C, atteinte le 25 juillet 2019 ; la température minimale est de −20,5 °C, atteinte le 7 février 1991,,.
Les paramètres climatiques de la commune ont été estimés pour le milieu du siècle (2041-2070) selon différents scénarios d'émission de gaz à effet de serre à partir des nouvelles projections climatiques de référence DRIAS-2020. Ils sont consultables sur un site dédié publié par Météo-France en novembre 2022.

### Lieux-dits ou écarts
- Bannholtz.

### Voies de communications et transports

#### Voies routières
- A35, aussi appelée autoroute des cigognes ou l'Alsacienne : Échangeurs Obernai, Krautergersheim, Goxwiller - Valff.
- A350 : A35 Basel.
- A351 : N4 (Wasselonne - Saverne), Échangeurs : Oberhausbergen - Wolfisheim.
- A352 : Échangeur N420/ D500 Molsheim - Obernai.

#### Transports en commun
- Transports en Alsace.
- Fluo Grand Est.

##### SNCF

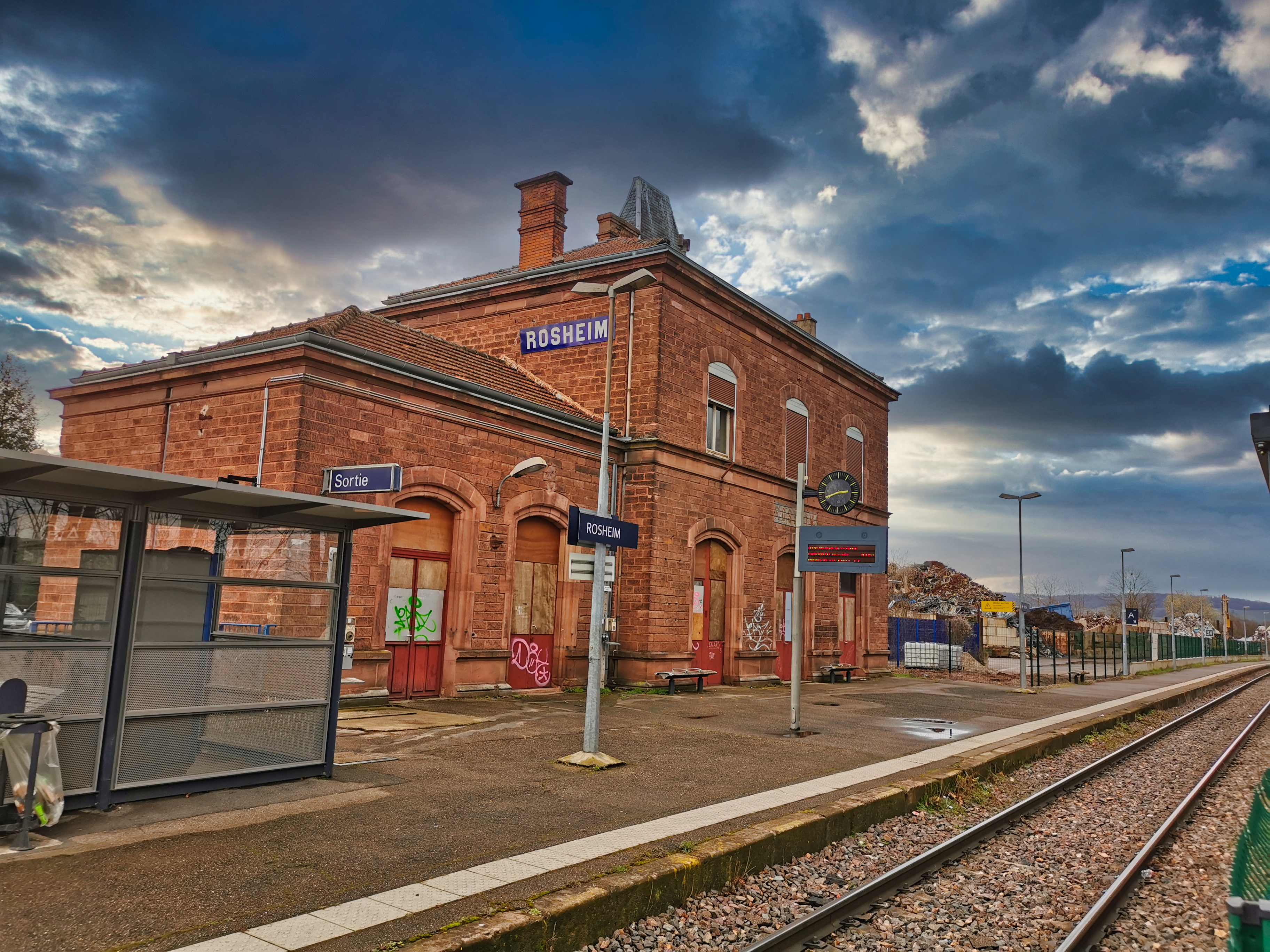
Gare de Rosheim.

- Gare de Gresswiller.
- Gare de Mutzig.
- Gare de Rosheim.
- Gare de Dorlisheim.
- Gare de Bischoffsheim.

### Intercommunalité
Commune membre de la Communauté de communes des Portes de Rosheim.

## Urbanisme

### Typologie
Au 1er janvier 2024, Rosenwiller est catégorisée bourg rural, selon la nouvelle grille communale de densité à sept niveaux définie par l'Insee en 2022.
Elle est située hors unité urbaine. Par ailleurs la commune fait partie de l'aire d'attraction de Strasbourg (partie française), dont elle est une commune de la couronne,. Cette aire, qui regroupe 268 communes, est catégorisée dans les aires de 700 000 habitants ou plus (hors Paris),.

### Occupation des sols
L'occupation des sols de la commune, telle qu'elle ressort de la base de données européenne d’occupation biophysique des sols Corine Land Cover (CLC), est marquée par l'importance des forêts et milieux semi-naturels (52,5 % en 2018), une proportion sensiblement équivalente à celle de 1990 (53 %). La répartition détaillée en 2018 est la suivante : forêts (52,5 %), prairies (28,1 %), cultures permanentes (12,1 %), zones urbanisées (6 %), zones agricoles hétérogènes (1,3 %). L'évolution de l’occupation des sols de la commune et de ses infrastructures peut être observée sur les différentes représentations cartographiques du territoire : la carte de Cassini (XVIIIe siècle), la carte d'état-major (1820-1866) et les cartes ou photos aériennes de l'IGN pour la période actuelle (1950 à aujourd'hui).

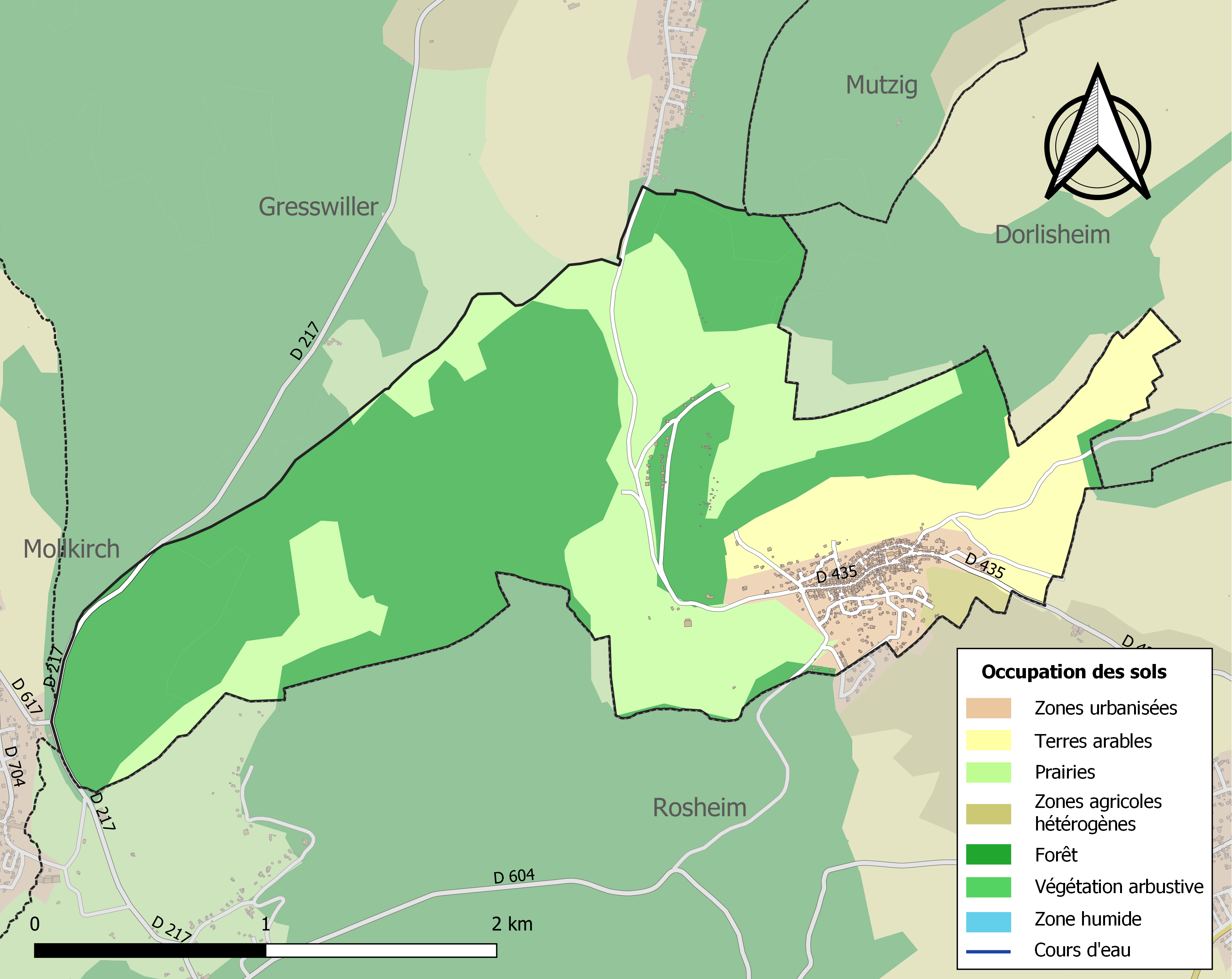
Carte des infrastructures et de l'occupation des sols de la commune en 2018 (CLC).

## Toponymie
Le nom de la localité est attesté sous les formes Wilre propre Rodesheim en 1364, Rozheimwyler en 1463, Rosheimweiler, Rosenwiller en 1484, Rosenviller en 1793, Rosenwiler en 1801.
Il s'agit à l'origine de deux formations toponymiques germaniques distinctes : l’une en -heim « demeure, village » et l’autre en willer « hameau ». l'élément -heim est précédée de l’anthroponyme Rodo, au génitif saxon en -s. Le terme willer fréquent dans la toponymie alsacienne est issu du vieux haut allemand wīlari « exploitation rurale », emprunté au latin villare de sens proche (cf. allemand Weiler « hameau »). La forme Rosheimweiler est de type allemand. L’évolution Rodesheim- > Rosheim- > Rosen- est une contraction linguistique, dont le résultat Rosen- a été compris comme Rosen « des roses. »  

## Histoire
Les Eguisheim-Dagsburg se succédèrent à l'abbaye de Hohenbourg, et c'est en 1252 que l’évêque de Strasbourg en devint le seigneur. Ensuite, le village fut donné en fief aux Rathsamhausen zum Stein qui administrent le domaine de 1484 à 1582. Il est cependant laissé en 1566  aux descendants de cette branche. À l'extinction de cette branche en 1582, Rosenwiller retourne à l'évêché. Du XVe au XVIe siècle. Le village est pillé et incendié par les Armagnacs en 1439 et 1444, puis par les Suédois en 1632 lors de la guerre de Trente Ans. Après les destructions du XVe siècle, la paroisse de Rosenwiller devint une filiale de Rosheim et ce n'est qu'en 1771 qu'elle retrouva son autonomie. Un document de 1484, conservé aux archives du Bas-Rhin, indique précisément que « Rosenwiller a été désolé et ruiné de fond en comble ; ses malheureux habitants dispersés et bannis de leur lieu natal, n'ont pu se procurer l'argent nécessaire pour payer les tailles ». De nouvelles infortunes accablèrent Rosenwiller pendant le cours du XVIIe siècle. Le souvenir des ravages des Suédois est resté vivant dans la commune, où il est rapporté sans variante. Après la guerre suédoise et le retour à la paix, le village devient une filiale de Rosheim-le-Bas et verse alors la dîme au chapitre de la cathédrale à l'Abbaye de Haute-Seille  et au curé de Saint Pierre-et-Paul de Rosheim. La paroisse devient autonome en 1802. La viticulture démarre à partir du VIe siècle. Depuis elle n'a cessé de se développer et de se diversifier.

### Héraldique
| Blason de Rosenwiller (Bas-Rhin) | Blason  | Parti : au premier d'azur à la houlette d'argent, emmanchée d'or, écotée à dextre d'une pièce en bande, au second de gueules à la faucille d'argent, emmanchée d'or. |
| Blason de Rosenwiller (Bas-Rhin) | Détails | |

## Politique et administration
| Période                                  | Période                   | Identité                                       | Étiquette | Qualité |
| ---------------------------------------- | ------------------------- | ---------------------------------------------- | --------- | ------- |
| Les données manquantes sont à compléter. |                           |                                                |           |         |
| 1995                                     | mars 2008                 | Paul Duffner                                   |           |         |
| mars 2008                                | En cours (au 31 mai 2020) | Philippe Wantz, Réélu pour le mandat 2020-2026 |           |         |

### Budget et fiscalité 2021

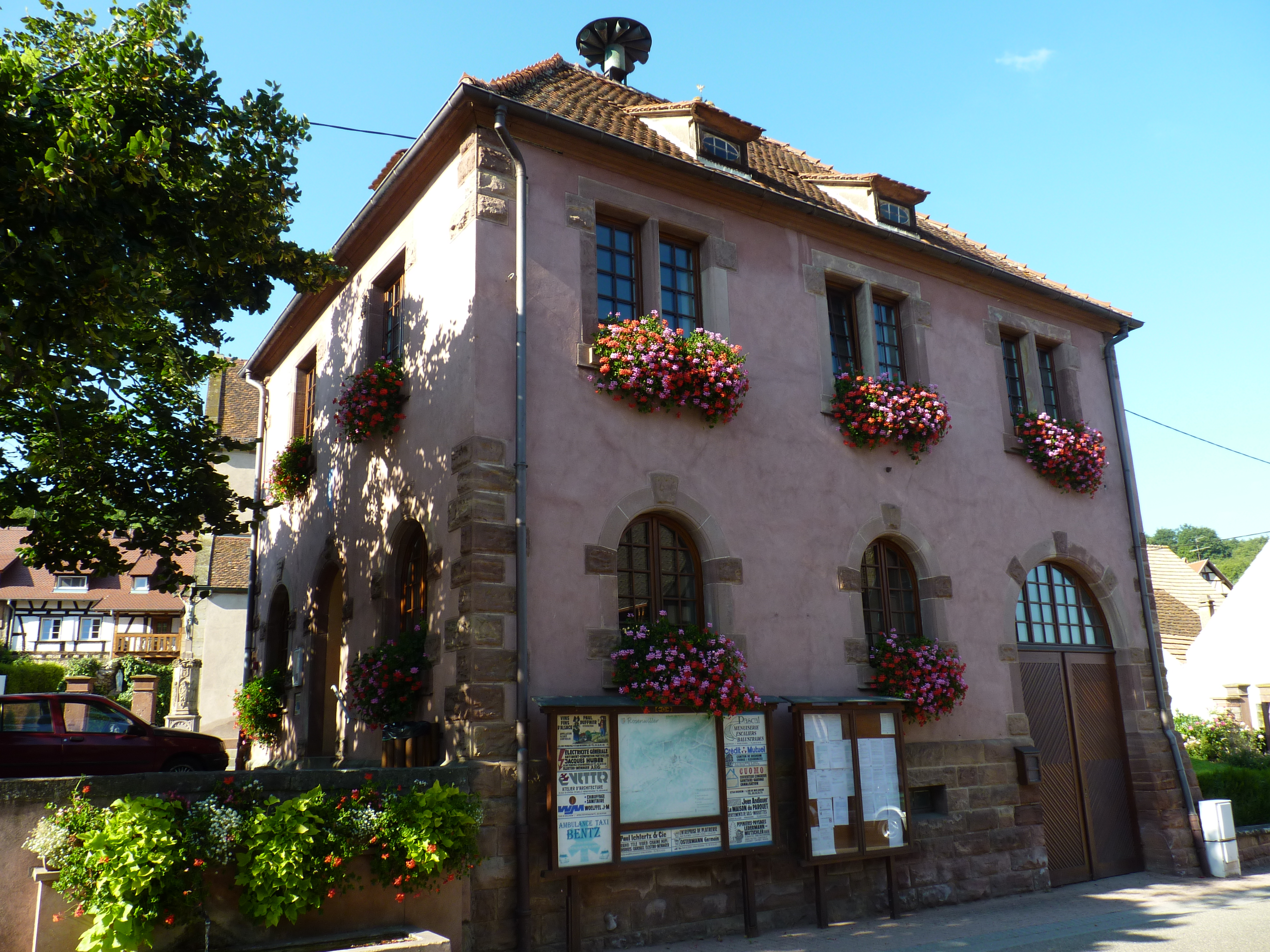
Mairie de Rosenwiller.

En 2021, le budget de la commune était constitué ainsi :
- total des produits de fonctionnement : 762 000 €, soit 1 110 € par habitant ;
- total des charges de fonctionnement : 640 000 €, soit 931 € par habitant ;
- total des ressources d'investissement : 621 000 €, soit 904 € par habitant ;
- total des emplois d'investissement : 452 000 €, soit 658 € par habitant ;
- endettement : 360 000 €, soit 524 € par habitant.

Avec les taux de fiscalité suivants :
- taxe d'habitation : 21,86 % ;
- taxe foncière sur les propriétés bâties : 28,71 % ;
- taxe foncière sur les propriétés non bâties : 88,99 % ;
- taxe additionnelle à la taxe foncière sur les propriétés non bâties : 0,00 % ;
- cotisation foncière des entreprises : 0,00 %.

Chiffres clés Revenus et pauvreté des ménages en 2020 : médiane en 2020 du revenu disponible, par unité de consommation : 27 140 €.

## Économie

### Entreprises et commerces

#### Agriculture
- Culture de la vigne.
- Culture de céréales, de légumineuses et de graines oléagineuses.
- Sylviculture et autres activités forestières.
- Culture et élevage associés.
- Élevage d'autres animaux.

#### Tourisme
- Hébergements et restauration à Rosenwiller, Rosheim, Boersch, Mutzig, Gresswiller, Dorlisheim.

#### Commerces
- Commerces et services de proximité.

## Population et société

### Démographie

#### Pyramide des âges
L'évolution du nombre d'habitants est connue à travers les recensements de la population effectués dans la commune depuis 1793. Pour les communes de moins de 10 000 habitants, une enquête de recensement portant sur toute la population est réalisée tous les cinq ans, les populations de référence des années intermédiaires étant quant à elles estimées par interpolation ou extrapolation. Pour la commune, le premier recensement exhaustif entrant dans le cadre du nouveau dispositif a été réalisé en 2004.

En 2022, la commune comptait 640 habitants, en évolution de −8,31 % par rapport à 2016 (Bas-Rhin : +3,17 %, France hors Mayotte : +2,11 %).
| 1793 | 1800 | 1806 | 1821 | 1831 | 1836 | 1841 | 1846 | 1851 |
| ---- | ---- | ---- | ---- | ---- | ---- | ---- | ---- | ---- |
| 533  | 607  | 698  | 784  | 812  | 814  | 764  | 776  | 802  |

| 1856 | 1861 | 1866 | 1871 | 1875 | 1880 | 1885 | 1890 | 1895 |
| ---- | ---- | ---- | ---- | ---- | ---- | ---- | ---- | ---- |
| 742  | 800  | 743  | 748  | 756  | 746  | 762  | 750  | 700  |

| 1900 | 1905 | 1910 | 1921 | 1926 | 1931 | 1936 | 1946 | 1954 |
| ---- | ---- | ---- | ---- | ---- | ---- | ---- | ---- | ---- |
| 679  | 659  | 649  | 561  | 579  | 605  | 578  | 506  | 465  |

| 1962 | 1968 | 1975 | 1982 | 1990 | 1999 | 2004 | 2006 | 2009 |
| ---- | ---- | ---- | ---- | ---- | ---- | ---- | ---- | ---- |
| 466  | 493  | 484  | 529  | 533  | 616  | 681  | 697  | 671  |

| 2014 | 2019 | 2022 | - | - | - | - | - | - |
| ---- | ---- | ---- | - | - | - | - | - | - |
| 698  | 661  | 640  | - | - | - | - | - | - |

### Enseignement
Établissements d'enseignements :
- Écoles maternelles et primaires à Rosenwiller, Mollkirch, Gresswiller, Rosheim.
- Collèges à Mutzig, Rosheim, Molsheim, Obernai.
- Lycées à Molsheim, Obernai.

### Santé
Professionnels et établissements de santé :
- Médecins à Rosheim, Boersch, Bischoffsheim, Gresswiller, Mutzig.
- Pharmacies à Rosheim, Bischoffsheim, Mutzig.
- Hôpitaux à Rosheim, Mutzig, Molsheim.

### Cultes
- Culte catholique, Communauté de Paroisses du Rosenmeer[29], Diocèse de Strasbourg.
- Culte protestant, Paroisse de Dorlisheim – Rosheim et environs[30].

## Lieux et monuments

### L’église Notre-Dame-de-l'Assomption
Rosenwiller formait déjà une paroisse en 1246 et l'église était un lieu de pèlerinage très fréquenté à l'époque. L'église  d'aujourd'hui est dédiée à l'Assomption de la Vierge et est la seule du canton de Rosheim à présenter des éléments importants d'architecture gothique. Son histoire est longue et reste souvent mystérieuse. Simple chapelle en bois à l'origine, elle fut remplacée dès le XIe siècle par un édifice en pierre de style roman. Au XIVe siècle est entreprise une restructuration, on y ajoute un chœur gothique aux ouvertures abritant de remarquables verrières des environs de 1340. Chacun des vitraux représente des scènes de la vie du Christ. En 1860, l'église devenue trop petite fut agrandie. Ce n'est qu'en 1881, lors des travaux de consolidation du chœur, que furent installées l'horloge et les quatre cadrans qui lui confèrent son aspect actuel. Le maître-autel est un des joyaux de l'église, il se compose de quatre éléments d'époques différentes : un tombeau d'autel de 1220, un tabernacle, une statue de la Vierge à l'enfant du XVe siècle et un retable du XVIIe. Sur les vitraux, on voit l'adoration des mages ; l'enfant divin est entièrement habilité et les trois mages sont blancs de couleur. La tour-clocher et le chœur gothique sont classés monuments historiques,,. En 1992, la décision a été prise de doter l'église d'un nouvel orgue.

### Le cimetière juif
Il s'étend sur 4 hectares en bordure de la forêt et compte quelque 5 588 tombes répertoriées, allant de la fin du XVIe siècle au début du XXIe siècle. La plus ancienne tombe conservée date de 1657. Son existence est prouvée à partir de 1366 par la Charte de l'Empereur Charles IV autorisant le magistrat de Rosheim à percevoir un droit de péage pour chaque corps juif passant par le banc de Rosheim. Durant des siècles, le cimetière n'était qu'une terre aride parsemée de planches indiquant l'emplacement des sépultures. Le mur de pierres actuel date de 1749. Aujourd'hui de nombreux juifs viennent encore s'y recueillir ou y inhumer un membre de leur famille. Le cimetière est géré et entretenu par l'Association pour la Conservation du cimetière israélite de Rosenwiller. Le monument des déportés juifs qui est situé dans le cimetière est entouré de dalles qui proviennent de la synagogue d'Oberschaeffolsheim saccagée par des mains sacrilèges.
Signalons les publications du Cercle de généalogie juive sur ce cimetière. Après la publication en 2004 du Registre du cimetière de Rosenwiller, une nouvelle étape a été franchie en 2010. Avec l'aide de la Fondation pour la mémoire de la Shoah, un Livre de mémoire de ce cimetière a été réalisé. Il comporte la photographie des 377 stèles qui subsistent de 1656 à fin 1808, la reproduction et la traduction de chacune des épitaphes et des renseignements généalogiques sur la personne inhumée. Un deuxième volume (1809-1828) est paru en 2013 et un troisième (1828-1838) en 2014.

### La grande colline
Lors de l'élaboration du plan d'occupation des sols, la commune a volontairement classé la « grande colline » (« Grosse Bari » en alsacien) en zone naturelle protégée en raison de l'originalité de sa faune et de sa flore. Depuis 1989, la commune loue ces 18 ha au Conservatoire des sites alsaciens. Cette colline est le milieu naturel de nombreuses espèces d'oiseaux, de papillons, de fleurs dont certaines orchidées rares ou anémones comme l'anémone pulsatile. Elle est jonchée de sentiers sauvages, balisés par les cartes IGN. Du haut du vignoble, par un beau temps sec, on peut observer la pleine d'Alsace et le Bade-Wurtemberg jusqu'à la Forêt-Noire. On peut même distinguer la cathédrale de Strasbourg, située à une trentaine de kilomètres du village.

### Autres lieux et petit patrimoine
- Moulin à farine Obermuhl[37].
- Croix monumentales, croix de chemin, croix de cimetière[38],[39],[40],[41],[42],[43],[44].
- Borne fontaine (fontaine en borne)[45].
- Puits[46].
- Monuments aux morts[47] : Conflits commémorés : Guerre de 1939-1945 - Aux Déportés (Monument spécifique).

### Patrimoine naturel
La commune abrite une partie de la réserve naturelle régionale des collines sèches du Bischenberg, de l'Immerschenberg et du Holiesel.

## Personnalités liées à la commune
- Alice Bommer, photographe (1923-2004).

## Galerie d'images

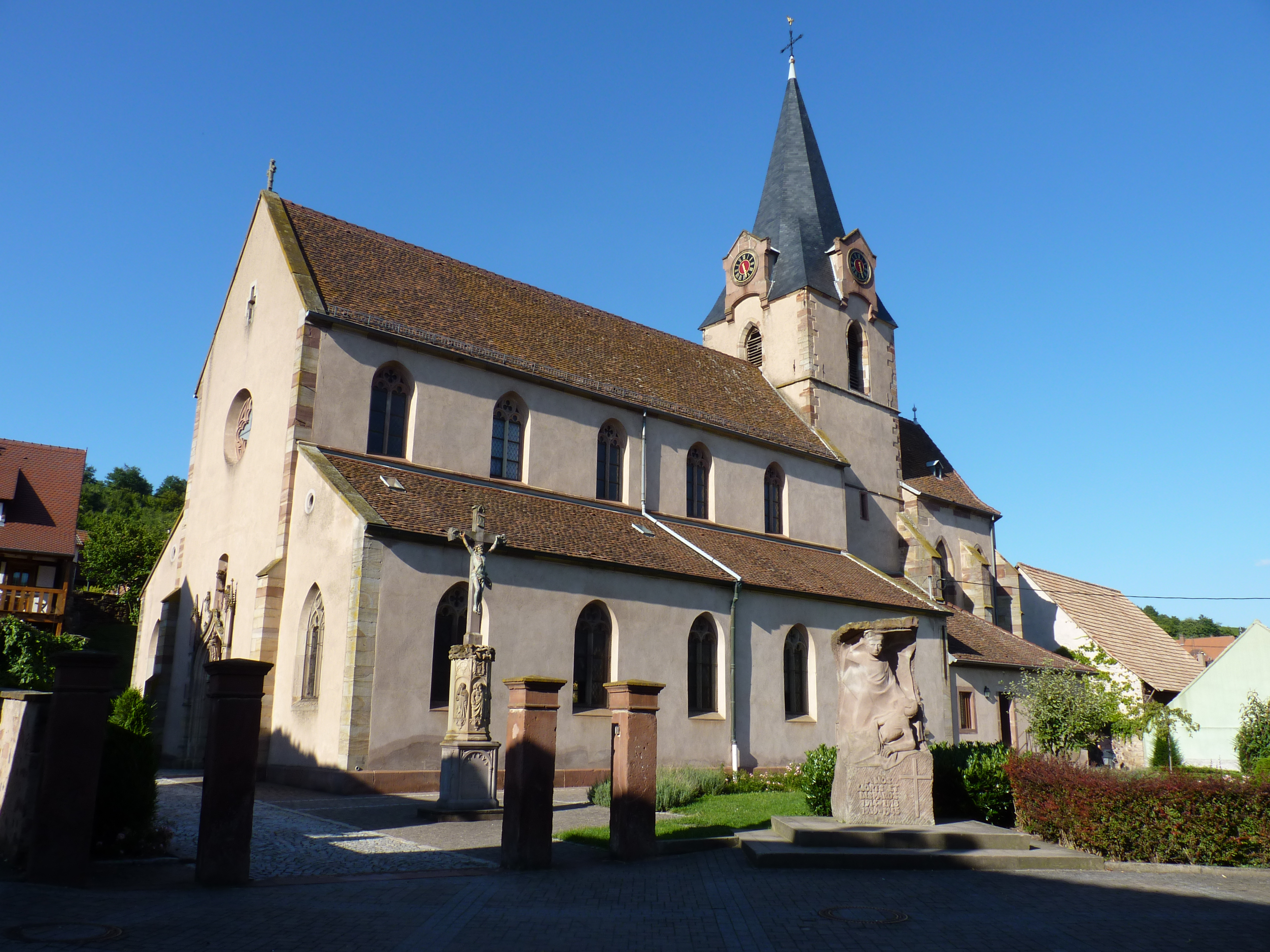
Église Notre-Dame-de-l'Assomption (XIVe-XVIIIe siècles).
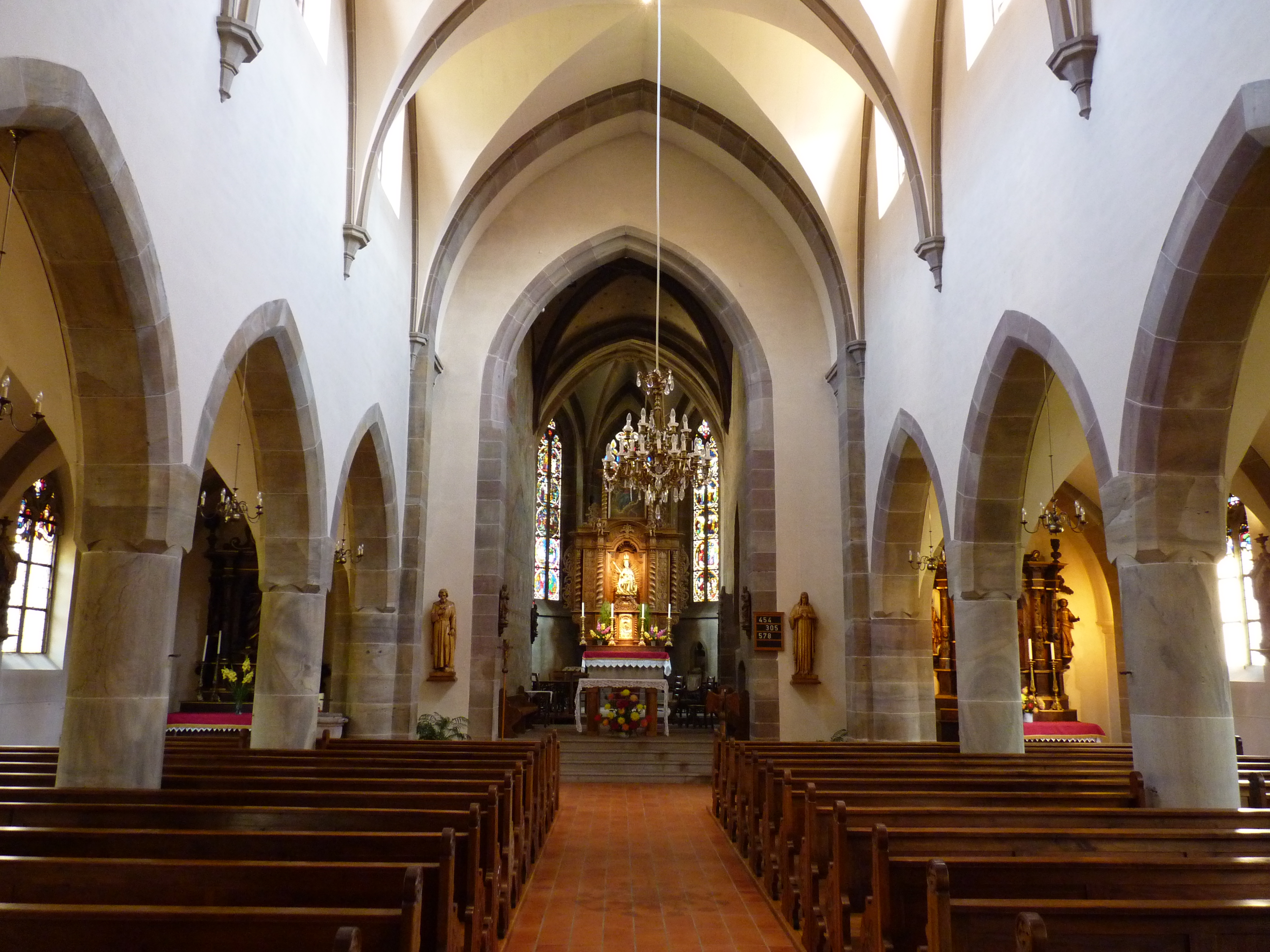
Intérieur de l'église.
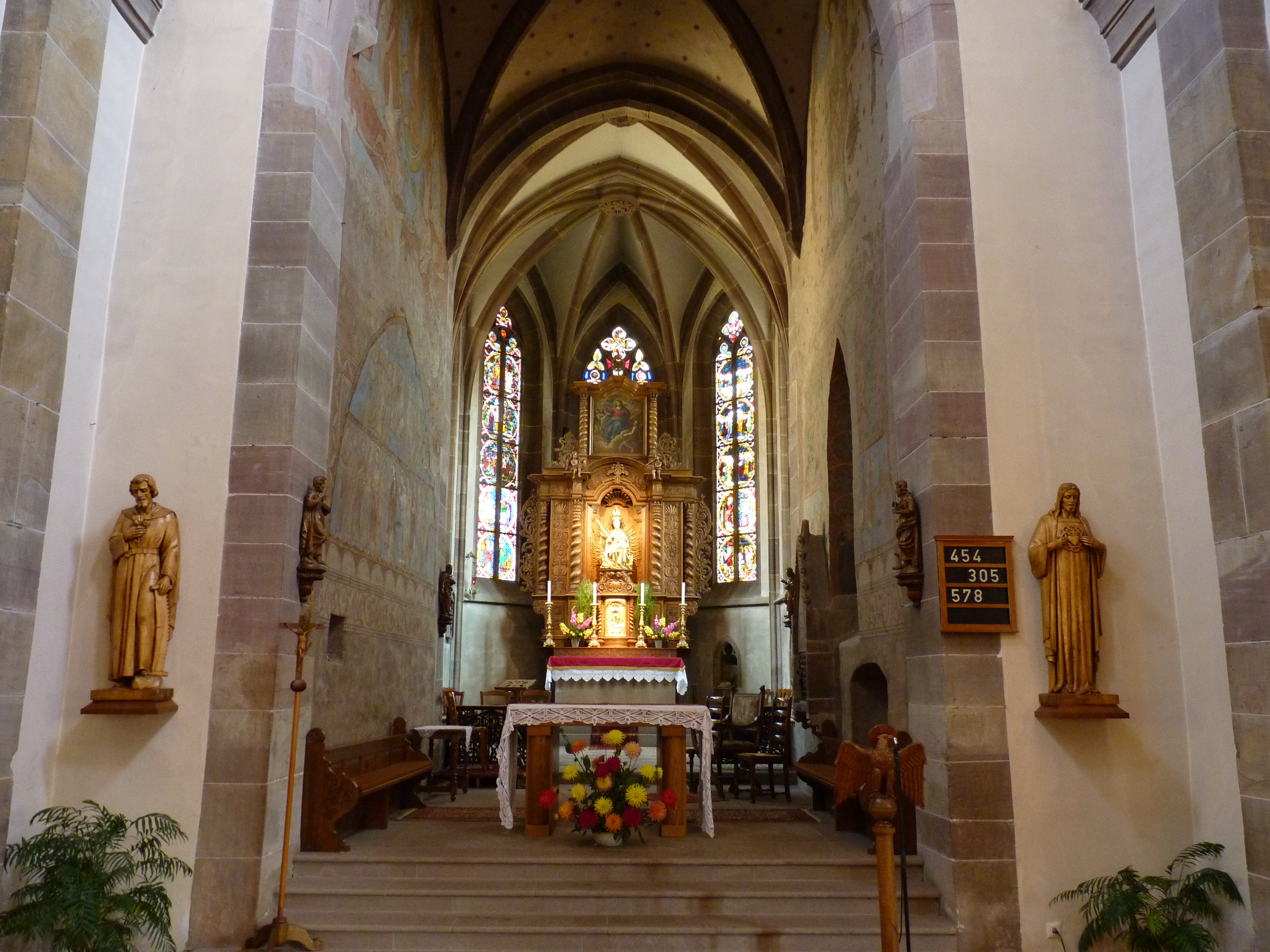
Le chœur de l'église (XIVe siècle).
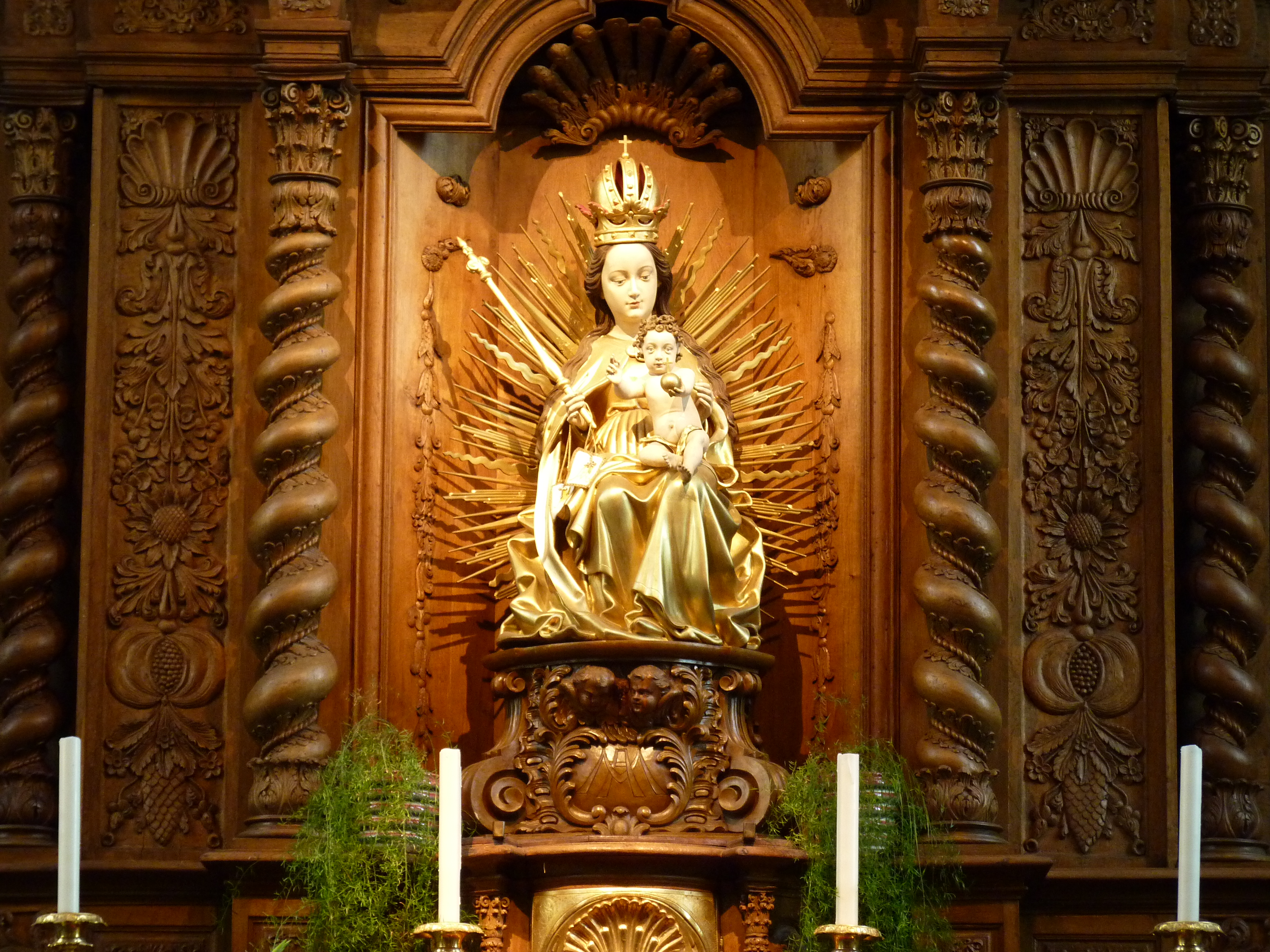
Statue de la Vierge d'origine rhénane (XVe siècle) dans le chœur de l'église.

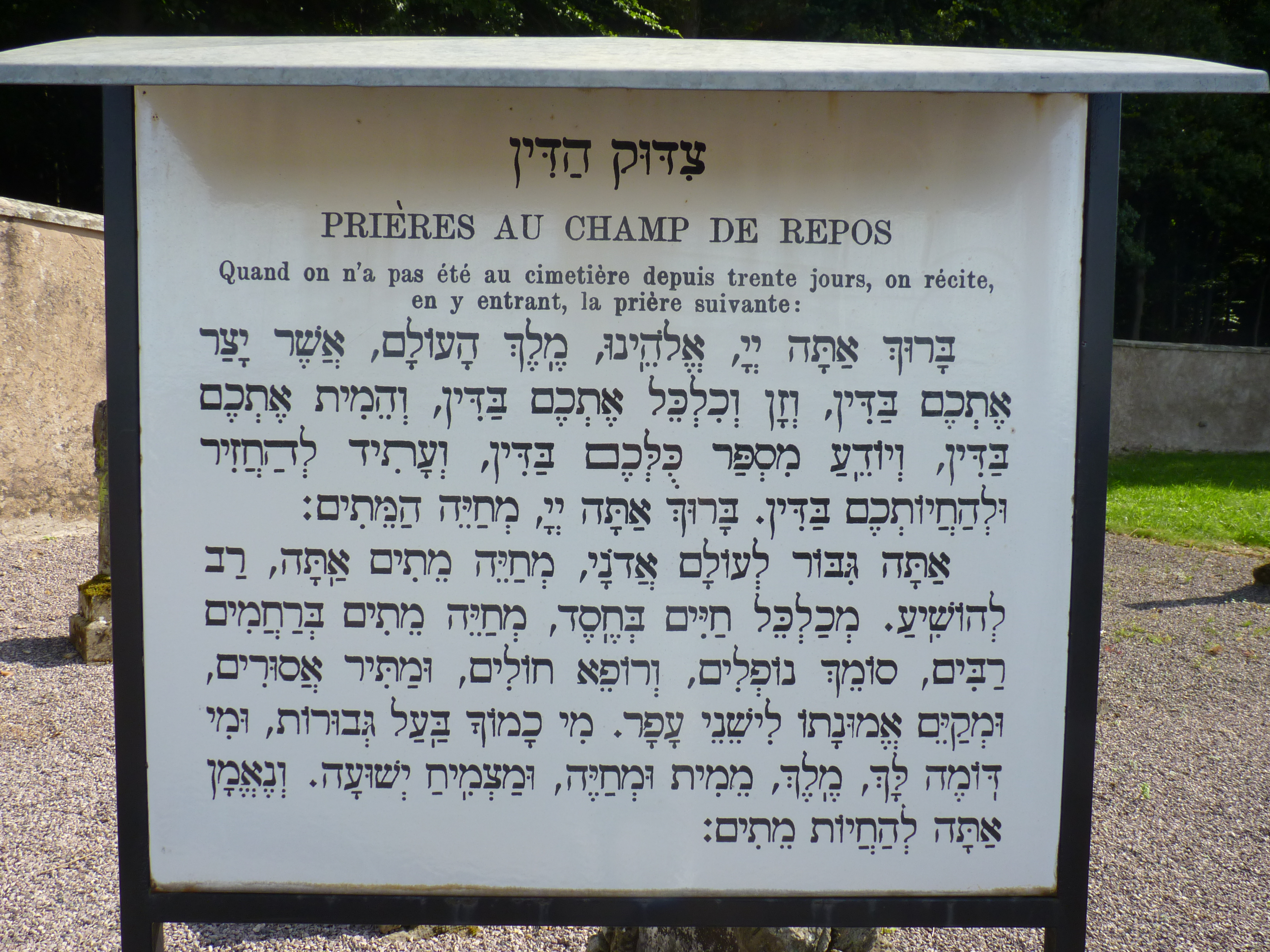
Panneau explicatif à l'entrée du cimetière juif de Rosenwiller.
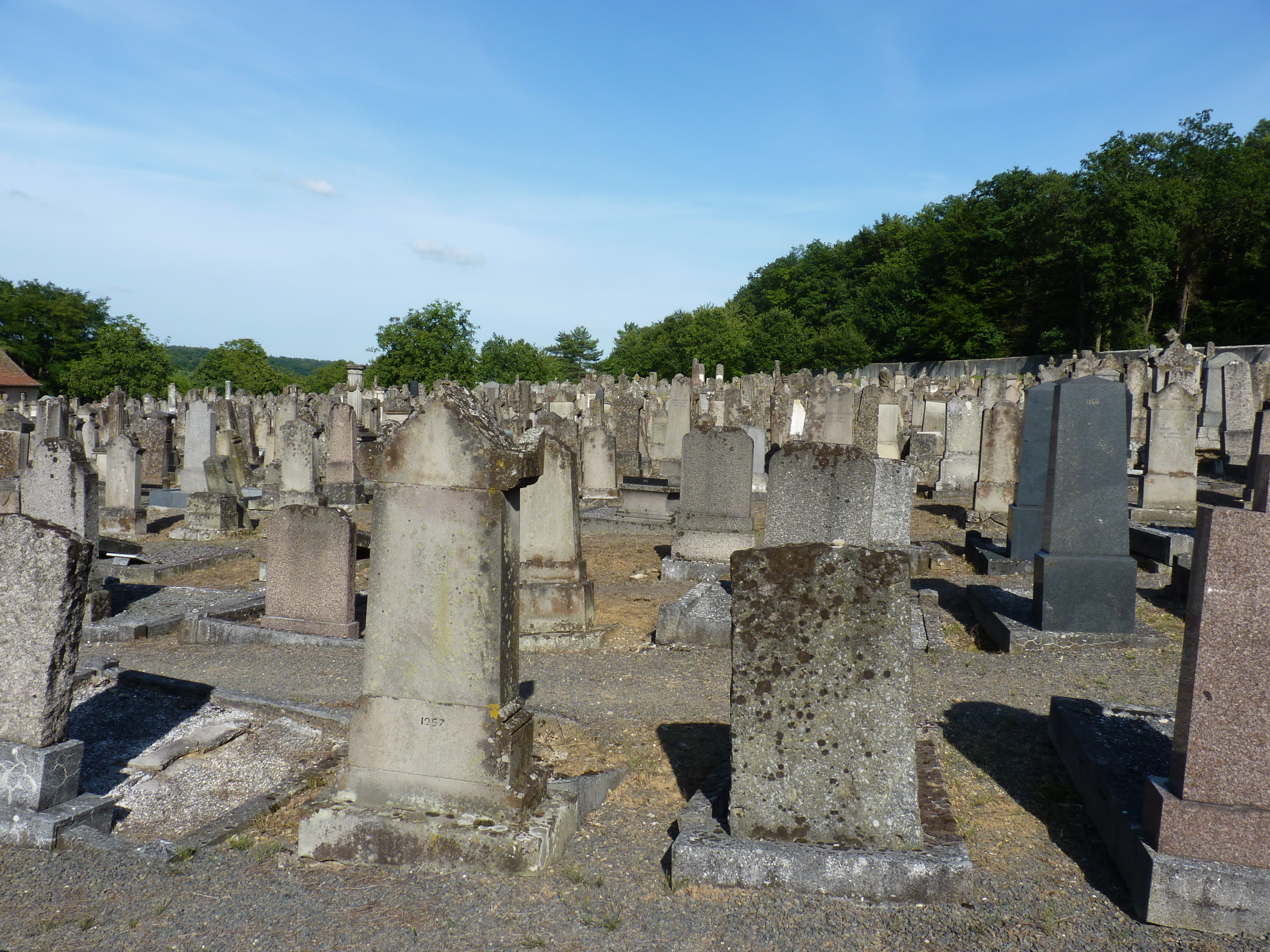
Cimetière juif.
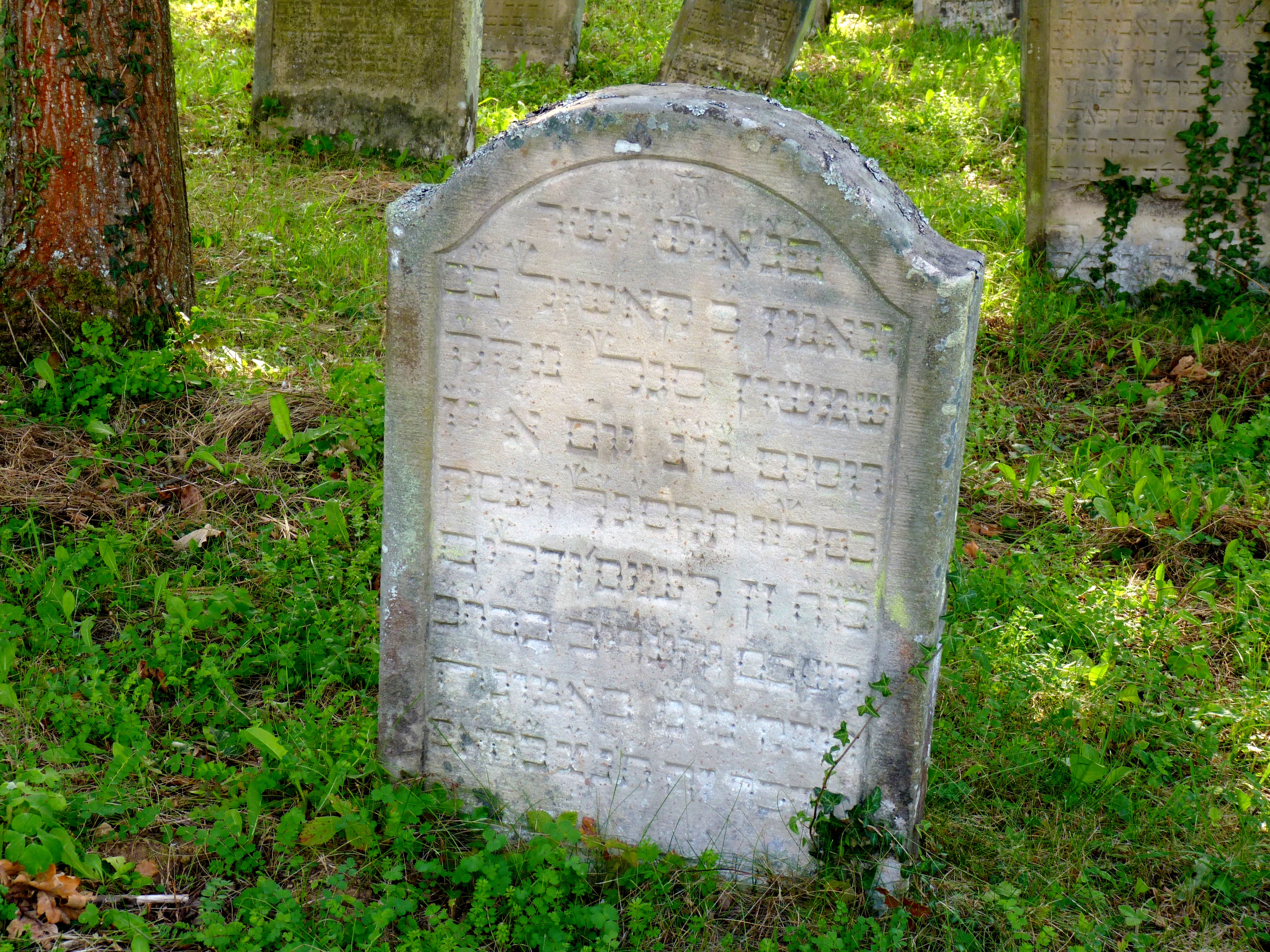
Tombe juive.
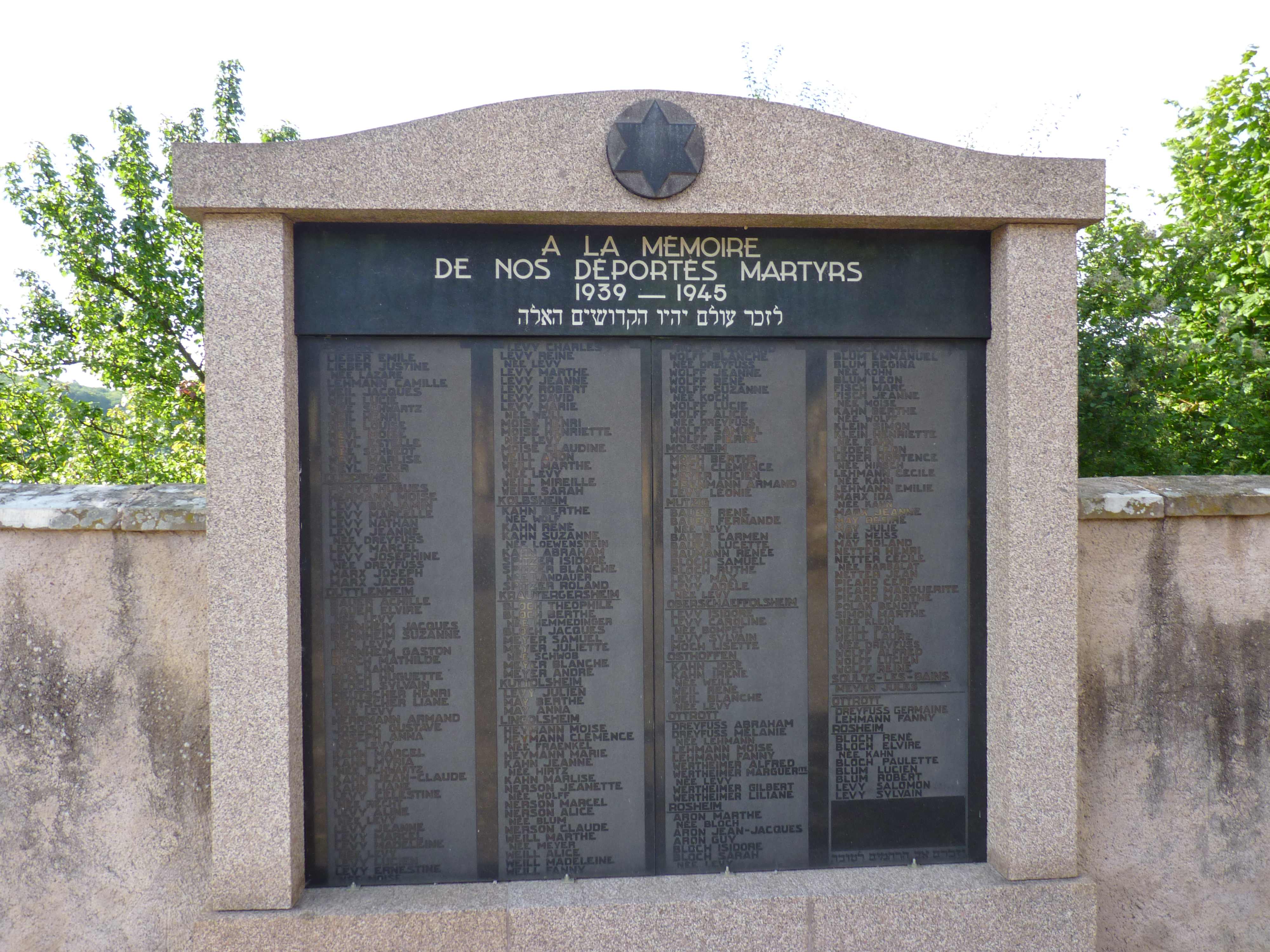
Monument à la mémoire des déportés juifs d'Alsace 1939-1945 de Rosenwiller.